# José Carlos Cracco Neto
José Carlos Cracco Neto (Paranavaí, Mesorregión del Noroeste Paranaense, 16 de mayo de 1994), conocido como Zeca, es un futbolista brasileño que juega como defensa en el Coritiba del Campeonato Brasileño de Serie B.

## Clubes
| Club                 | País           | Año           |
| -------------------- | -------------- | ------------- |
| Santos F. C.         | Brasil         | 2014-2017     |
| S. C. Internacional  | Brasil         | 2018-2021     |
| E. C. Bahia (cedido) | Brasil         | 2020-2021     |
| C. R. Vasco da Gama  | Brasil         | 2021          |
| Houston Dynamo       | Estados Unidos | 2022          |
| E. C. Vitória        | Brasil         | 2023-2024     |
| Mirassol F. C.       | Brasil         | 2024-2025     |
| Coritiba             | Brasil         | 2025-presente |

## Palmarés

### Campeonatos regionales
| Título              | Club         | Estado    | Año  |
| ------------------- | ------------ | --------- | ---- |
| Campeonato Paulista | Santos F. C. | São Paulo | 2015 |
| Campeonato Paulista | Santos F. C. | São Paulo | 2016 |

### Campeonatos internacionales
| Título           | Club (*)            | Sede           | Año  |
| ---------------- | ------------------- | -------------- | ---- |
| Juegos Olímpicos | Selección de Brasil | Río de Janeiro | 2016 |

(*) Incluyendo la selección.